# Cecilia Cheung
Cecilia Cheung Pak Chi (Zhāng BózhīT, 張柏芝S, 张柏芝P; Hong Kong, 24 maggio 1980) è una cantante e attrice cinese.
Viene considerata una sing girl, ossia un'attrice che ha ricevuto l'attenzione dei media e del pubblico per aver iniziato a recitare insieme a Stephen Chow, portando poi avanti una propria carriera di successo. È stata anche coinvolta in uno scandalo fotografico del 2008, insieme ad Edison Chen, Gillian Chung delle Twins ed altri nomi femminili importanti.

## Biografia
Cecilia è nata ad Hong Kong da padre cinese han e madre metà cinese e metà britannica. I suoi genitori divorziarono quando lei era una bambina, quindi a 14 anni fu mandata in Australia a vivere con la zia. Ha due fratelli minori e, da parte di padre, una sorellastra maggiore e due fratellastri minori.

## Carriera

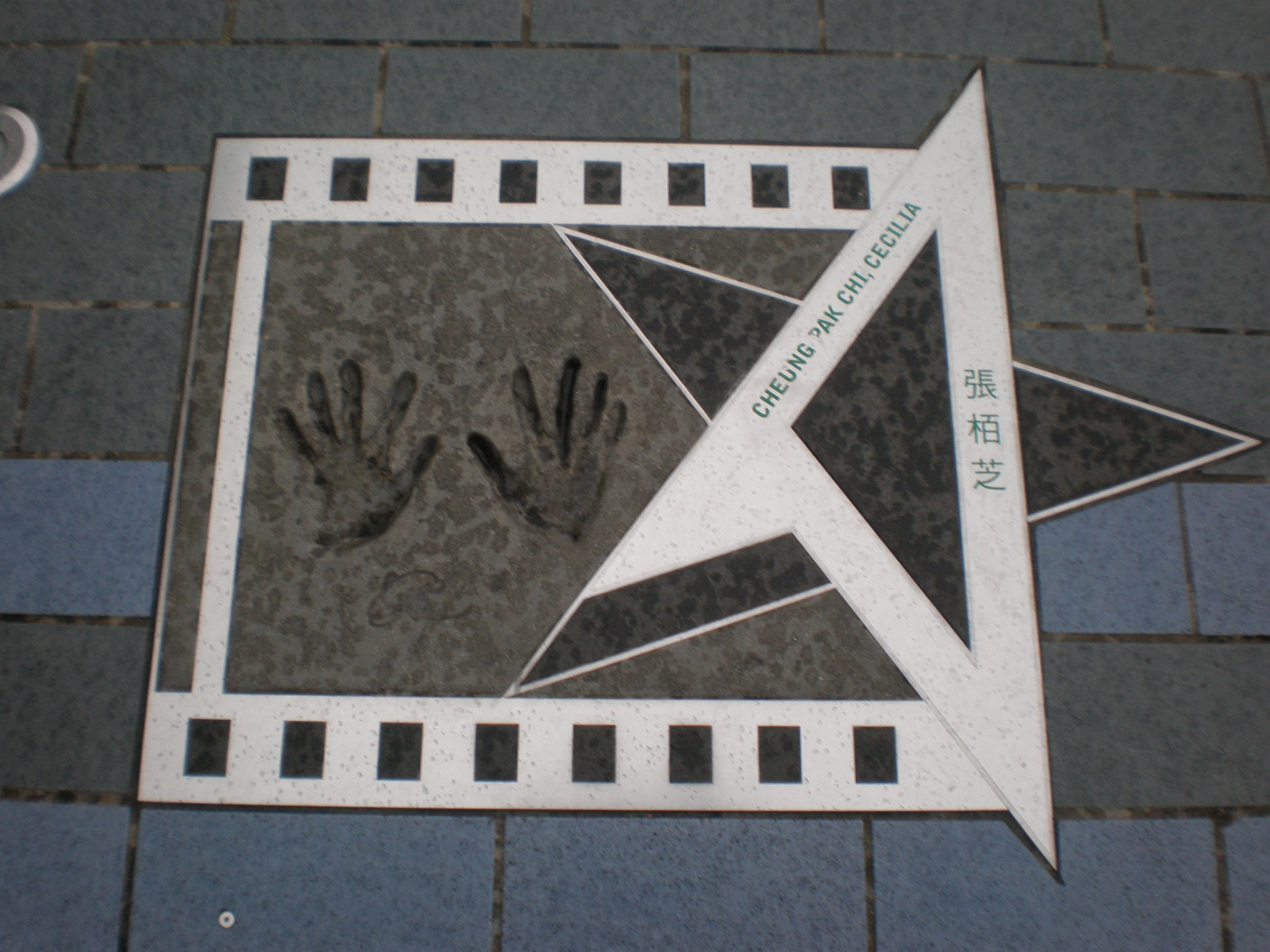
Stella, impronta delle mani ed autografo di Cecilia Cheung Pak Chi all'Avenue of Stars di Hong Kong

La carriera di Cecilia ha avuto inizio nel 1998, quando fu scelta per apparire in uno spot pubblicitario televisivo per una marca di tè freddo. Fu grazie a questa apparizione che Stephen Chow la notò, e decise di farla recitare con lui. Ottenne così il ruolo di una giovane barista di night club nel film di Chow King of Comedy (1999), seguito a stretto giro da Fly Me to Polaris (1999) di Jingle Ma. Il primo ruolo le fece ottenere il premio di "Miglior Attrice Esordiente" agli Hong Kong Film Awards del 1999. Nello stesso anno Cecilia lanciò la propria carriera come cantate, pubblicando il suo album cantopop di debutto Any Weather (1999). Il film romantico/drammatico Lost in Time di Derek Yee, invece, le fece ottenere il premio come "Miglior Attrice" nel 2003. Nel lungometraggio Cecilia ha interpretato una giovane donna che, perso il promesso sposo in un incidente stradale, si trova a dover portare avanti con sofferenza la propria esistenza di ragazza madre.

## Vita privata
Prima di iniziare ad uscire con Nicholas Tse nel 2002, Cecilia ha avuto delle relazioni con altri cantanti di Hong Kong, quali Daniel Chan e Jordan Chan. Tra l'attuale coppia ci sono stati alcuni momenti di alti e bassi, per esempio quando il cantante, quasi all'inizio della nuova relazione, lasciò Cecilia per tornare dalla ex-fidanzata, la cantante Faye Wong. Nello stesso periodo, Cecilia è stata coinvolta in un'altra relazione che si è conclusa nel 2003. Dopo l'ennesima rottura con Tse, l'attrice è caduta in depressione ed ha avuto alcuni disordini alimentari, fino al 2006 quando la coppia dichiarò di essere tornata insieme. Il 31 luglio 2006, Tse fece un annuncio ufficiale durante un programma radiofonico della Commercial Radio Hong Kong 881/903, dichiarando che la sua storia con Cecilia Cheung era reale e con intenzioni serie.
A settembre del 2006, mentre era all'Hong Kong International Airport, Tse dichiarò che lui e Cecilia si erano già sposati in segreto nelle Filippine, mostrando come prova il proprio anello.
Con Nicholas Tse sono stati sposati dal 31 luglio 2006 al 14 giugno 2011, con il quale ha avuto due figli (Lucas e Quintus); era quindi la nuora di Patrick Tse (謝賢) e Deborah Lee (狄波拉).
Nell'episodio dell'8 gennaio 2007 del programma televisivo della TVB Entertainment Scoop (東張西望) Patrick Tse, il padre di Nicholas, dichiarò che Cecilia era incinta di tre mesi del primogenito della coppia. In un altro episodio di Entertainment Scoop, risalente a marzo dello stesso anno, fu svelato che il figlio sarebbe dovuto nascere ad agosto. Il 2 agosto 2007, infatti, Cecilia diede alla luce il piccolo Lucas. Quasi tre anni più tardi, il 12 maggio 2010, è nato il secondogenito di nome Quintus. Il 23 agosto 2011 lei e l'ex marito fecero una dichiarazione pubblica di accordo per il divorzio ed accettarono la custodia congiunta dei loro figli.

## Controversie

### Minacce dalla Triade nel 1999
Nel 1999 il padre di Cecilia, membro della Triade, si trovò di fronte ad un'incomprensione con una gang rivale. Di conseguenza, la ragazza ricevette delle minacce di morte e di stupro, che fortunatamente non vennero mai attuate. In quel periodo, l'attrice era ancora nuova nel mondo dello spettacolo e del cinema nazionale.

### Scandalo fotografico del 2008
A gennaio e febbraio del 2008, sono trapelate su internet diverse foto sessualmente esplicite di Cecilia Cheung ed Edison Chen. Nello scandalo erano coinvolte anche Gillian Chung delle Twins e Bobo Chan.

## Filmografia
- King of Comedy (Hei kek ji wong), regia di Stephen Chow e Lik-Chi Lee (1999)
- Xing yuan, regia di Jingle Ma (1999)
- Lit feng chin che 2 gik chuk chuen suet, regia di Wai-Keung Lau (1999)
- Tokyo Raiders - Nell'occhio dell'intrigo (Dong jing gong lüe), regia di Jingle Ma (2000)
- Shap yee yeh, regia di Oi Wah Lam (2000)
- Lat sau wui cheun, regia di Johnnie To e Ka-Fai Wai (2000)
- Chung Wu Yen, regia di Johnnie To e Ka-Fai Wai (2001)
- Lao fu zi, regia di Herman Yau (2001)
- Qing mi da hua wang, regia di Jing Wong (2001)
- Failan, regia di Hae-sung Song (2001)
- Shaolin Soccer (Siu Lam juk kau), regia di Stephen Chow (2001)
- Pa-la Pa-la ying ji fa, regia di Jingle Ma (2001)
- Shu shan zheng zhuan, regia di Hark Tsui (2001)
- Mou han fou wut, regia di Jeffrey Lau (2002)
- Chuet sai hiu B, regia di Hing-Ka Chan e Patrick Leung (2002)
- Ngo ga yau yat chek hiu dung see, regia di Joe Ma (2002)
- Lou she oi sheung mao, regia di Gordon Chan (2003)
- Daai zek lou, regia di Johnnie To e Ka-Fai Wai (2003)
- Mong bat liu, regia di Tung-Shing Yee (2003)
- Ngoi zoi joeng gwong haa, regia di Andy Lau (2003) - cortometraggio
- Chuet chung ho nam yun, regia di Jing Wong (2003)
- Gwai ma kwong seung kuk, regia di Ka-Fai Wai (2004)
- Sing gam do see, regia di Jing Wong (2004)
- Ze go ah ba zan bau za, regia di Herman Yau (2004)
- One Nite in Mongkok (Wang jiao hei ye), regia di Tung-Shing Yee (2004)
- White Dragon (Fei hap Siu bak lung), regia di Wilson Yip (2004)
- Hei ma lai ah sing, regia di Ka-Fai Wai (2005)
- The Promise (Wu ji), regia di Kaige Chen (2005)
- Jui oi nui yun kau muk kong, regia di Ka-Fai Wai (2006)
- Ye man mi ji, regia di Jing Wong (2006)
- Di liu ling yi ge dian hua, regia di Guoli Zhang (2006)
- Ji keung hei si 2011, regia di Hing-Ka Chan e Janet Chun (2011)
- Mou ga ji bo, regia di Jing Wong (2011)
- Yang men nu jiang zhi jun ling ru shan, regia di Frankie Chan (2011)
- Ji su tian shi, regia di Jingle Ma (2011)
- Ying zi ai ren, regia di Yuen-Leung Poon (2012)
- Wi-heom-han gyan-gye, regia di Jin-ho Hur (2012)
- He dong shi hou 2, regia di Joe Ma (2012)
- Out of Control, regia di Richard Lin e Axel Sand (2016)

## Discografia
- C1 (2005)
- Colour of Lip (至愛唇色) (raccolta, 2003)
- True self (真我) (2002)
- Newest Image (最新形象) (2001)
- New Experience (全新經驗) (raccolta, 2001)
- Party All the Time (2001)
- Cecilia Cheung (張柏芝同名國語專輯) (2000)
- A Brand New Me (不一樣的我) (2000)
- 903 California Red Concert (2000)
- Destination (1999)
- Any Weather (任何天氣) (1999)